# South Shropshire
Il South Shropshire è stato un distretto dello Shropshire, Inghilterra, Regno Unito, con sede a Ludlow.
Il distretto fu creato con il Local Government Act 1972, il 1º aprile 1974 dalla fusione del distretto rurale di Clun and Bishop's Castle col distretto rurale di Ludlow. Fu soppresso nel 2009 con la creazione dell'autorità unitaria dello Shropshire che comprende il territorio di tutti i precedenti distretti della contea.

## Parrocchie civili
- Abdon
- Acton Scott
- Ashford Bowdler
- Ashford Carbonel
- Bedstone
- Bettws-y-Crwyn
- Bishop's Castle
- Bitterley
- Boraston
- Bromfield
- Bucknell
- Burford
- Caynham
- Chirbury with Brompton
- Church Stretton
- Clee St. Margaret
- Cleobury Mortimer
- Clun and Chapel Lawn
- Clunbury
- Clungunford
- Colebatch
- Coreley
- Craven Arms
- Culmington
- Diddlebury
- Eaton-under-Heywood
- Edgton
- Greete
- Heath
- Hope Bagot
- Hope Bowdler
- Hopesay
- Hopton Cangeford
- Hopton Castle
- Hopton Wafers
- Llanfair Waterdine
- Ludford
- Ludlow
- Lydbury North
- Lydham
- Mainstone
- Milson
- More
- Munslow
- Myndtown
- Nash
- Neen Sollars
- Newcastle-on-Clun
- Norbury
- Onibury
- Ratlinghope
- Richard's Castle
- Rushbury
- Sibdon Carwood
- Stanton Lacy
- Stoke St. Milborough
- Stowe
- Wentnor
- Wheathill
- Whitton
- Wistanstow
- Worthen with Shelve